# Jakub Bednaruk
Jakub Bednaruk (Andrychów, 9 settembre 1976) è un pallavolista polacco.
Allena l'Akademicki Związek Sportowy Politechniki Warszawskiej.

## Carriera
Iniziò la sua carriera nella formazione di Bielsko-Biała, prima di trasferirsi, nel 1996, al Wojskowy Klub Sportowy Czarni Radom. Nella squadra bianco-azzurra ritornò nel 1999, e nelle 3 stagioni di permanenza vinse per due volte la Coppa di Polonia. Dal 2001 al 2007 militò nelle formazioni più forti del campionato polacco, tra le quali si annoverano lo Skra Bełchatów e il Klub Sportowy Jastrzębski Węgiel, con il quale raggiunse la finale del campionato nel 2006 e nel 2007.
Nel 2007 si trasferì in Italia, per quella che fu la sua unica esperienza al di fuori dei confini della Polonia. Venne acquistato dalla Trentino Volley, che lo volle come secondo del serbo Nikola Grbić. Nonostante lo scarso utilizzo in campo (10 presenze) vanta nel suo palmarès la vittoria dello scudetto italiano.
Nel 2008 ritornò in Polonia, acquistato dalla neopromossa Trefl Gdańsk. La stagione si concluse con la retrocessione della squadra di Danzica. Nel 2009 affrontò un breve periodo nel Wojskowy Klub Sportowy Czarni Radom, per la sua terza avventura nella squadra. Dopo aver terminato la propria carriera da giocatore nell'Akademicki Związek Sportowy Politechniki Warszawskiej, nel 2010 è entrato nello staff tecnico della formazione di Varsavia dove per un biennio è stato secondo allenatore, prima di diventare head coach nel 2012.

## Palmarès
- Coppa di Polonia: 2

1998-99
- Campionato italiano: 1

2007-08